# Eugen König
Eugen König (Treviri, 19 settembre 1896 – Bitburg, 8 aprile 1985) è stato un generale tedesco della Wehrmacht durante la seconda guerra mondiale.

## Biografia
König era figlio di un sarto ed era uno dei pochissimi generali della Wehrmacht il cui padre apparteneva alla classe operaia. Dal 19 giugno 1915 prestò servizio come volontario e soldato semplice nell'esercito imperiale tedesco nella prima guerra mondiale all'interno del 189º reggimento di fanteria. Venne promosso tenente il 12 luglio 1917. Dopo la smobilitazione, entrò a far parte del Reichswehr, ma nel 1920 decise di lasciare l'esercito per divenire dipendente pubblico. Il 1º dicembre 1936 rientrò nell'esercito col grado di tenente nella Wehrmacht. Dal 1º maggio 1937 fu luogotenente aiutante del capo della formazione dell'esercito a Darmstadt. Il 1º agosto 1937 venne promosso capitano. Dall'inizio della guerra, il 1º settembre 1939, divenne aiutante del 352º reggimento di fanteria. Il 1º settembre 1940 venne promosso maggiore ed ottenne il comando del 2º battaglione del 352º reggimento di fanteria. Successivamente divenne aiutante nella 246ª divisione di fanteria, per poi tornare come comandante al 352°. Il 1º agosto 1942 ricevette la croce di cavaliere della Croce di Ferro e venne promosso tenente colonnello. La sua promozione a colonnello ebbe avuto luogo il 1º marzo 1943. Guidò quindi il 352º reggimento di fanteria sino al 1º aprile 1943. In quella data ottenne il comando del 451º reggimento granatieri. Dal 3 novembre 1943 ottenne il comando di un gruppo della 251ª divisione. Il 4 novembre 1943, gli furono assegnate le foglie di quercia per la sua decorazione della croce di ferro. Dal 1º maggio al 1º giugno 1944 frequentò un corso di formazione per generali di divisione, divenendo quindi comandante della 91ª divisione di fanteria aviotrasportata il 10 giugno di quello stesso anno dopo che i suoi predecessori, il tenente generale Wilhelm Falley ed il colonnello Bernhard Klosterkemper vennero rimossi dopo il fallimento dell'Operazione Neptune. La sua promozione a maggiore generale ebbe luogo il 1º settembre 1944. Dal 13 dicembre 1944 al 18 aprile 1945, comandò la 272ª divisione dei Volksgrenadier. Il 16 marzo 1945 venne promosso tenente generale.